# Barry McGuire
Barry Eugene McGuire (Oklahoma City, 15 de octubre de 1935) es un cantautor estadounidense principalmente conocido por interpretar el sencillo Eve of Destruction.

## Carrera
Después haber publicado un sencillo en 1961 The Tree, Barry McGuire formó un dúo con Barry Kane en 1962. En 1965 después haber registrado el álbum Chim Chim Cher-ee, McGuire deja el grupo y prosigue la propia carrera como solista.
Como solista de rock-folk de los años sesenta, McGuire se hace muy popular por dos canciones: Eve of Destruction y Sins of the Family, ambos escritos de P. F. Sloan. Otros de sus éxitos han sido Child of Our Times, escrito junto con Steve Barri y Cloudy Afternoon (Raindrops), compuesto de Travis Edmonson. Eve of Destruction el 25 de septiembre de 1965 llegó a la primera posición de la Billboard Hot 100, la primera y la única vez que McGuire entró en la top 40 pop estadounidense.
McGuire aparece en las películas de The President's Analyst de 2977, con James Coburn, Old Wrangle, y en Werewolves on Wheels en 1971. McGuire también actuó durante un año en el musical de Broadway Hair (musical).
Desde los años setenta ha abrazado la religión cristiana, adhiriéndose al movimiento musical del christian rock y publicando algunos álbumes para la Myrrh Records, que dejara en 1976. Los álbumes sucesivos de la carrera de McGuire estarán publicados de la Sparrow Records, aunque en 1980 decidirá retirarse de la industria discográfica y retirarse a vivir a Nueva Zelanda.
En los años noventa Barry McGuire volverá en Estados Unidos, y se unirá a Terry Talbot para registrarse con el nombre colectivo Talbot McGuire. El dúo ha publicado cuatro álbumes de 1996 a 2000. En 2008 McGuire hizo una gira por América junto a su colega John York.

## Discografía parcial
- Barry Here and Now (1962)
- The Barry McGuire Álbum (1963)
- Eve of Destruction (1965)
- This Precious Time (1965)
- The World's Last Privadas Citizen (1967)
- McGuire and the Doctor (1971)
- Seeds (1973)
- Lighten Up (1974)
- Narnia (1974)
- Jubilation (1975)
- To the Bride (1975)
- Eve of Destruction (Estar Power) (1975)
- C'mon Along (1976)
- Anyone But Jesus  (1976)
- Jubilation Two (1976)
- Have You Heard (1977)
- Cosmic Cowboy (1978)
- Inside Out (1979)
- Best of Barry McGuire (1980)
- Finer Than Gold (1981)
- Pilgrim (1989)
- Let's Tend God's Earth (1991)
- When Dinosaurs Walked The Earth  (1995)
- Ancient Garden  (1997)
- Frost And Fire (1999)
- Eve Of Destruction (20 Inspirational Classics) (2000)

- Datos: Q809077
- Multimedia: Barry McGuire / Q809077